# Alfred Mueller
Alfred H. Mueller  (* 9. Juni 1939 in Chicago) ist ein US-amerikanischer theoretischer Elementarteilchenphysiker.
Mueller studierte an der Iowa State University (Bachelor-Abschluss 1961) und wurde 1965 am MIT promoviert. Danach war er bis 1971 als Post-Doc am Brookhaven National Laboratory. Seit 1972 ist er an der Columbia University. Daneben war er Gastwissenschaftler am Institute for Advanced Study (1975), am Kernforschungszentren von Saclay, am Institut für Theoretische Physik in Santa Barbara, an der New York University und am SLAC.
Mueller untersuchte unter anderem Störungstheorie hoher Ordnung in der Quantenchromodynamik (QCD) und Tests der QCD in „harten“ Streuprozessen von Hadronen und QCD in der Kernphysik und bei Schwerionenstößen.
1972 war er Sloan Research Fellow, 1988 Guggenheim Fellow. 2003 erhielt er mit George Sterman den Sakurai-Preis für die Entwicklung störungstheoretischer Konzepte der QCD. 2004 wurde er in die American Academy of Arts and Sciences aufgenommen.

## Schriften
- mit Dokshitzer, Khoze, Troyan: Basics of perturbative QCD. Edition Frontiers 1991

## Verweise
1. ↑  Wörtlich in der Preisverleihung: „For developing concepts and techniques in QCD, ...which permitted precise quantitative predictions and experimental tests, and thereby helped to establish QCD as the theory of the strong interactions.“

| Personendaten    | Personendaten              |
| ---------------- | -------------------------- |
| NAME             | Mueller, Alfred            |
| ALTERNATIVNAMEN  | Mueller, Alfred H.         |
| KURZBESCHREIBUNG | US-amerikanischer Physiker |
| GEBURTSDATUM     | 9. Juni 1939               |
| GEBURTSORT       | Chicago                    |